# Simulium tondewandouense
Simulium tondewandouense är en tvåvingeart som beskrevs av Alex Fain och Elsen 1973. Simulium tondewandouense ingår i släktet Simulium och familjen knott.
Artens utbredningsområde är Kamerun. Inga underarter finns listade i Catalogue of Life.